# Montigny-sur-Aube
Montigny-sur-Aube ist eine französische Gemeinde mit 255 Einwohnern (Stand: 1. Januar 2022) im Département Côte-d’Or in der Region Bourgogne-Franche-Comté (vor 2016 Bourgogne); sie gehört zum Arrondissement Montbard und zum Kanton Châtillon-sur-Seine. Die Einwohner werden Montignois genannt.

## Geographie
Montigny-sur-Aube liegt etwa 72 Kilometer nordnordwestlich von Dijon an der Aube und im Weinbaugebiet Chambertin. Umgeben wird Montigny-sur-Aube von den Nachbargemeinden Gevrolles im Norden, Latrecey-Ormoy-sur-Aube im Nordosten, Veuxhaulles-sur-Aube im Osten, Courban im Süden, Bissey-la-Côte im Westen und Südwesten sowie Riel-les-Eaux im Nordwesten.

## Bevölkerungsentwicklung
| Jahr                       | 1962 | 1968 | 1975 | 1982 | 1990 | 1999 | 2006 | 2018 |
| Einwohner                  | 505  | 501  | 451  | 387  | 333  | 343  | 322  | 255  |
| Quellen: Cassini und INSEE |      |      |      |      |      |      |      |      |

## Sehenswürdigkeiten
- Kirche Notre-Dame-de-l’Assomption aus dem 16. Jahrhundert
- Schloss Montigny-sur-Aube aus dem 16. Jahrhundert, Monument historique seit 1961
- Brücke aus dem 18. Jahrhundert, Monument historique seit 1962

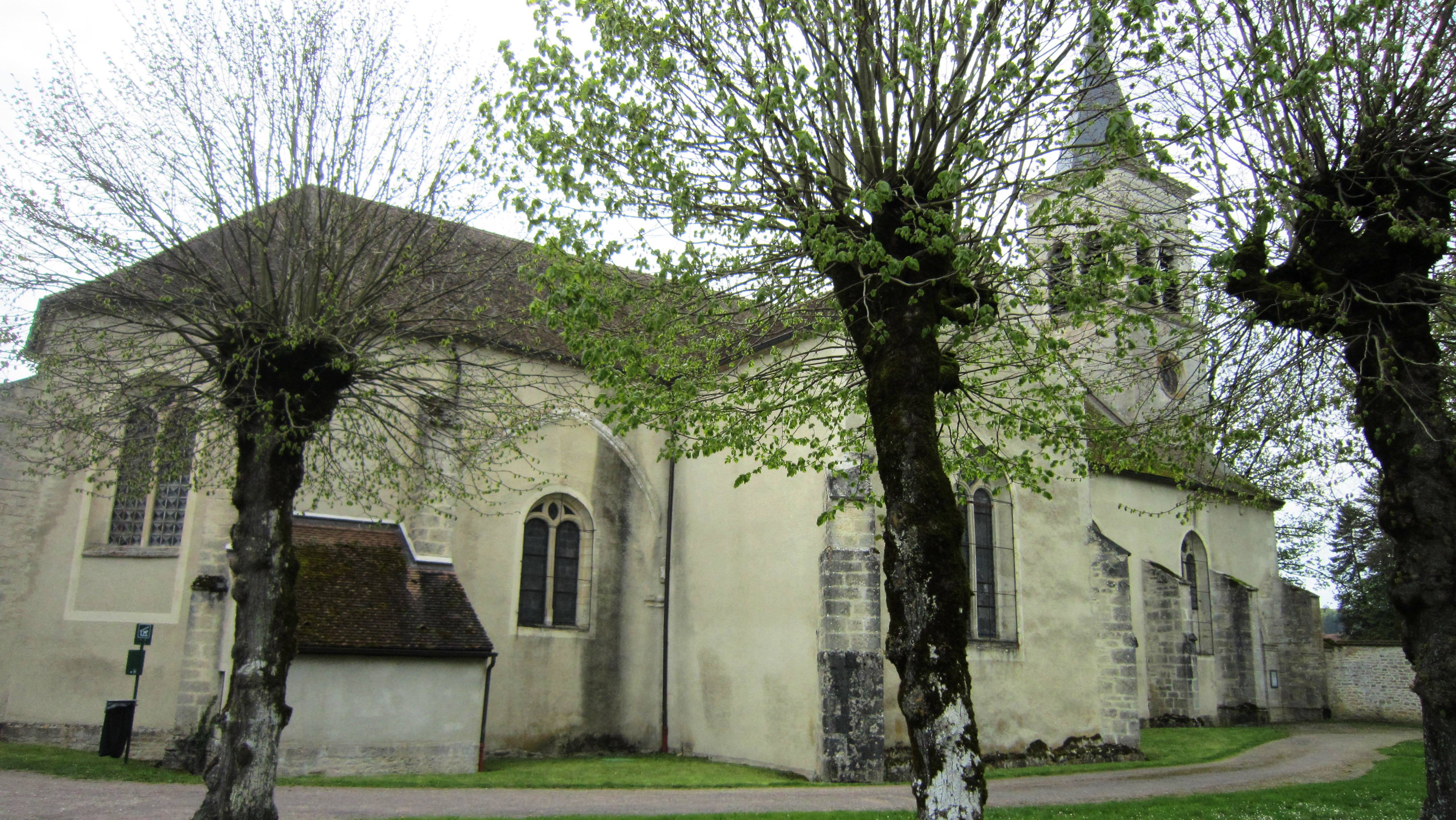
Kirche Notre-Dame-de-l’Assomption
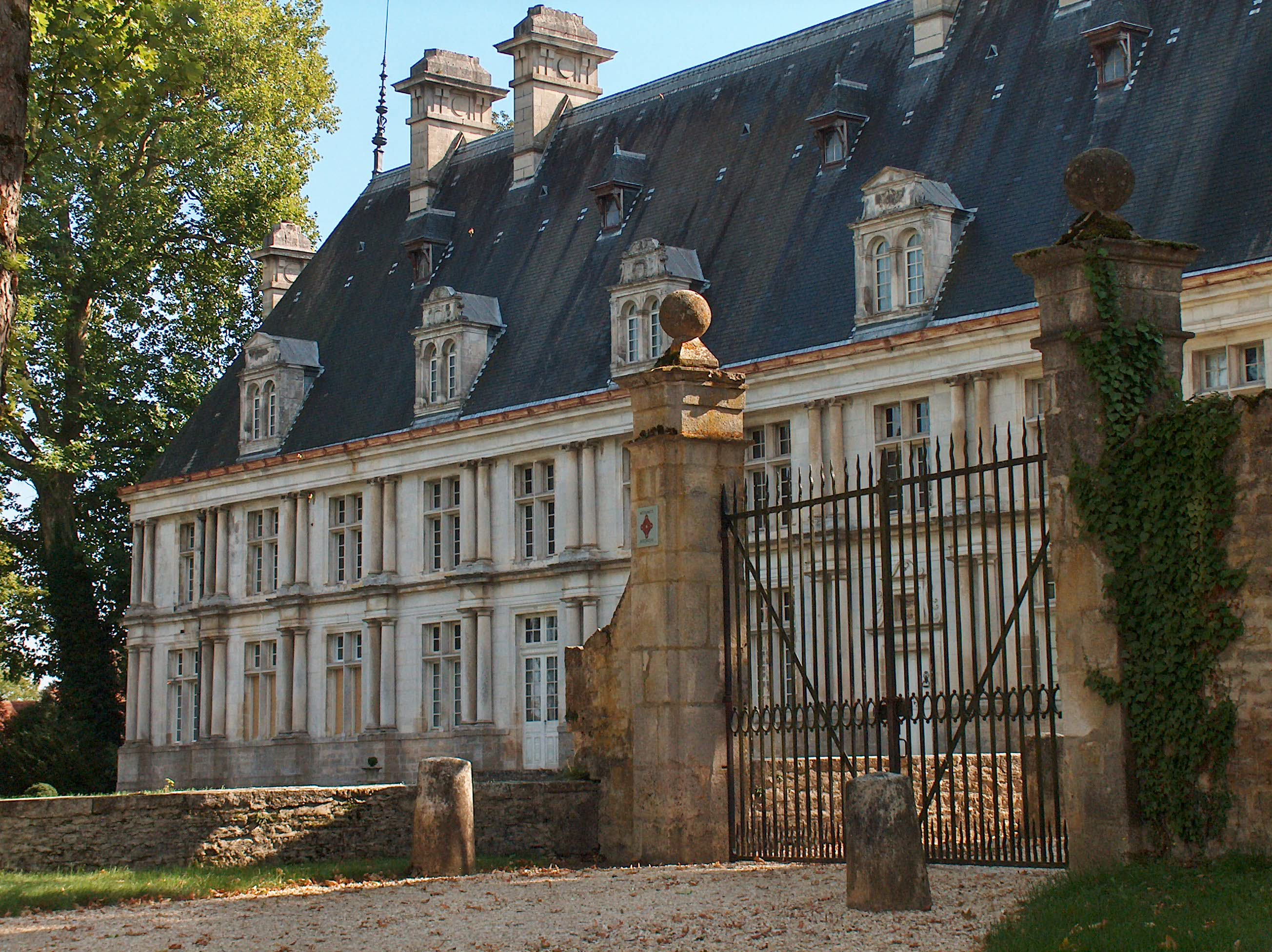
Schloss Montigny-sur-Aube
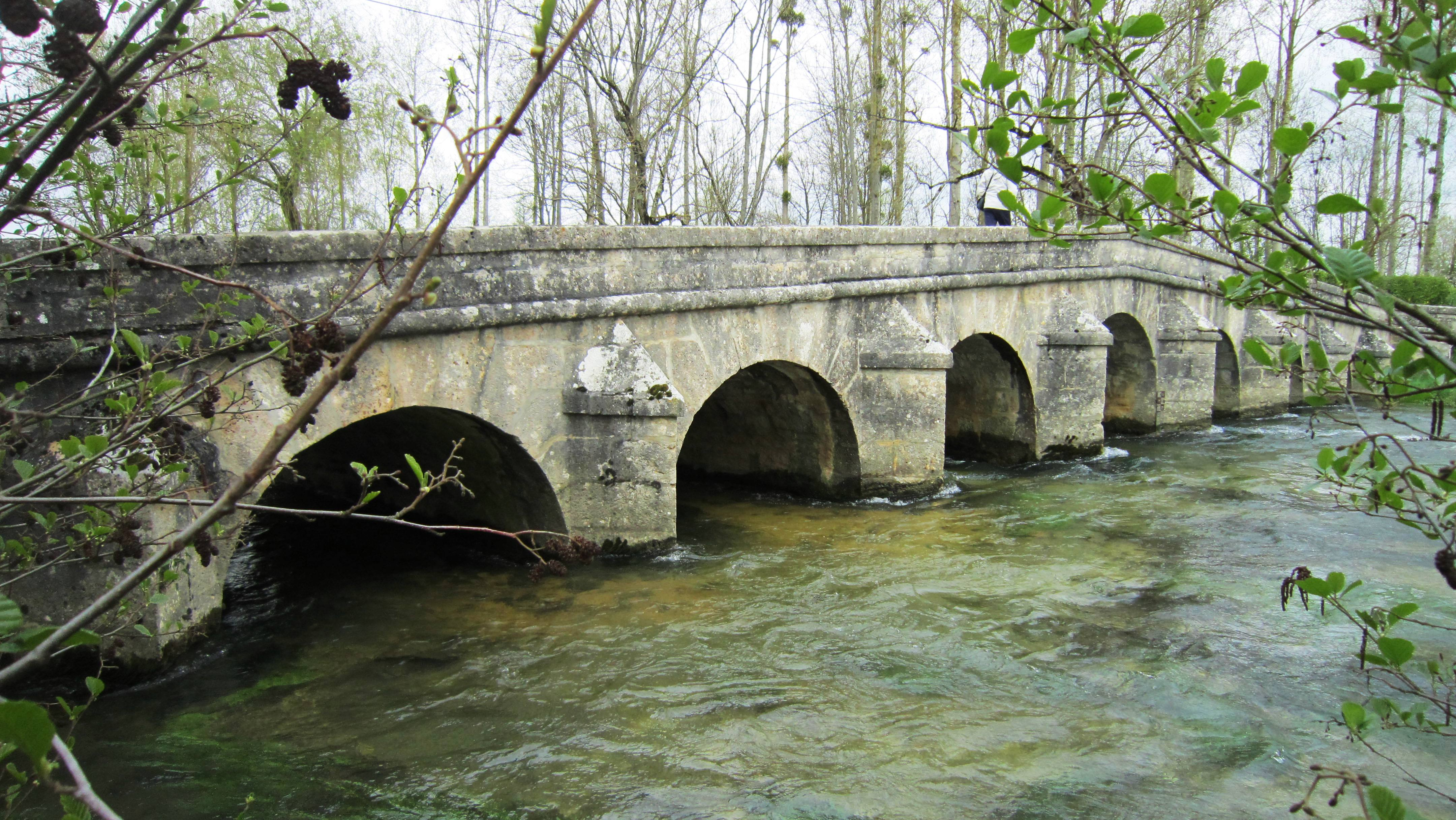
Brücke

## Persönlichkeiten
- Charles-Théodore Millot (1829–1889), General
- Pierre-Émile Rouard (1839–1914), Bischof von Nantes